# Touring (schweizerische Zeitung)
touring ist die Mitgliederzeitung des Touring Clubs Schweiz.
Sie erscheint 10 Mal jährlich und hat eine WEMF-beglaubigte Auflage von 724'700 (Vj. 735'588) verbreiteten Exemplaren sowie eine Reichweite von 866'000 (Vj. 859'000) Lesern (WEMF MACH Basic 2018-II). Sie ist nach eigener Angabe «das meistgelesene Magazin der Schweiz». Gedruckt wird sie von Swissprinters in Zofingen. Chefredaktor ist Felix Maurhofer.

## Geschichte
Am 1. Februar 2009 wurde Felix Maurhofer neuer Chefredaktor als Nachfolger von Stefan Senn, der am 1. September 2008 zu TeleBielingue gewechselt hatte.
2015 wurde touring vom Zeitungs- auf Magazinformat und von 20 auf 12 Ausgaben jährlich umgestellt. 2017 wurde die Erscheinungsweise weiter auf 10 Ausgaben pro Jahr reduziert.

## Anderssprachige Ausgaben
Die französischsprachige Ausgabe erzielt eine WEMF-beglaubigte Auflage von 379'674 verbreiteten Exemplaren und eine Reichweite von 441'000 Lesern (WEMF MACH Basic 2018-II). Die italienischsprachige Ausgabe erreicht eine WEMF-beglaubigte Auflage von 70'735 verbreiteten Exemplaren und eine Reichweite von 90'000 Lesern (WEMF MACH Basic 2018-II). Die Gesamtauflage der drei Ausgaben beträgt damit 1,175 Mio. Exemplare, die Reichweite 1,397 Mio. Leser.